# Страхов, Геннадий Николаевич
Геннадий Николаевич Страхов (1 ноября 1944, Москва, СССР — 30 декабря 2020, Москва, Россия) — советский борец вольного стиля, серебряный призёр Олимпийских игр (1972), чемпион мира (1970), двукратный чемпион Европы (1969, 1972), неоднократный чемпион и призёр чемпионатов СССР. Заслуженный мастер спорта СССР (1970).

## Биография
Родился 1 ноября 1944 года в Москве. Начал занятия вольной борьбой в 1964 году.
Впервые достиг успеха на Спартакиаде народов СССР в 1967 году, оставшись четвёртым, но уже в 1969 году стал чемпионом СССР и в следующем году повторил успех, а также стал чемпионом Европы.
Был включён в олимпийскую команду. На Олимпийских играх 1972 года в Мюнхене боролся в весовой категории до 90 килограммов. Победитель определялся по минимальному количеству штрафных баллов: за чистую победу (туше) штрафные баллы не начислялись, за победу по решению судей начислялись 0,5 или 1 штрафной балл; за чистое поражение начислялись 4 штрафных балла, за поражение по очкам начислялись 3 штрафных балла, за ничью 2 штрафных балла. Спортсмен, получивший до финальных схваток 6 штрафных баллов, выбывал из турнира.
В схватках:
- в первом круге выиграл решением судей у Роланда Андерссона (Швеция), получив 0,5 штрафных балла;
- во втором круге тушировал на 3-й минуте Чанги Рама (Индия);
- в третьем круге в схватке с Беном Петерсоном (США), будущим олимпийским чемпионом, была зафиксирована ничья, принесшая 2 штрафных балла;
- в четвёртом круге на 2-й минуте тушировал Павла Курчевского (Польша);
- в пятом круге выиграл решением судей у Гюнтера Шпиндлера (ГДР), получив 0,5 штрафных балла;
- в финале, в котором Страхову для золотой медали надо было одержать чистую победу, сумел победить венгра Кароя Байко лишь по очкам и получил «серебро»[3].

О манере борьбы Геннадия Страхова:
…Страхов тем и нравился многим специалистам, что у него был собственный стиль борьбы. Его немногочисленные приёмы (такие как сбивания с захватом за правую ногу и особенно жёсткие, несколько грубоватые подсечки) в сочетании с могучим напором, энергией и медвежьей силой, позволяли ему быть хозяином положения в любых ситуациях. И пусть подсечки были грубоваты, но они ему приносили неизменный успех.
Скончался 30 декабря 2020 года в Москве от осложнений, вызванных коронавирусной инфекцией. Похоронен на Химкинском кладбище.